# Darza
Darza (cyr. Дарза) – wieś w Czarnogórze, w gminie Ulcinj. W 2011 roku liczyła 135 mieszkańców.